# アルガン油

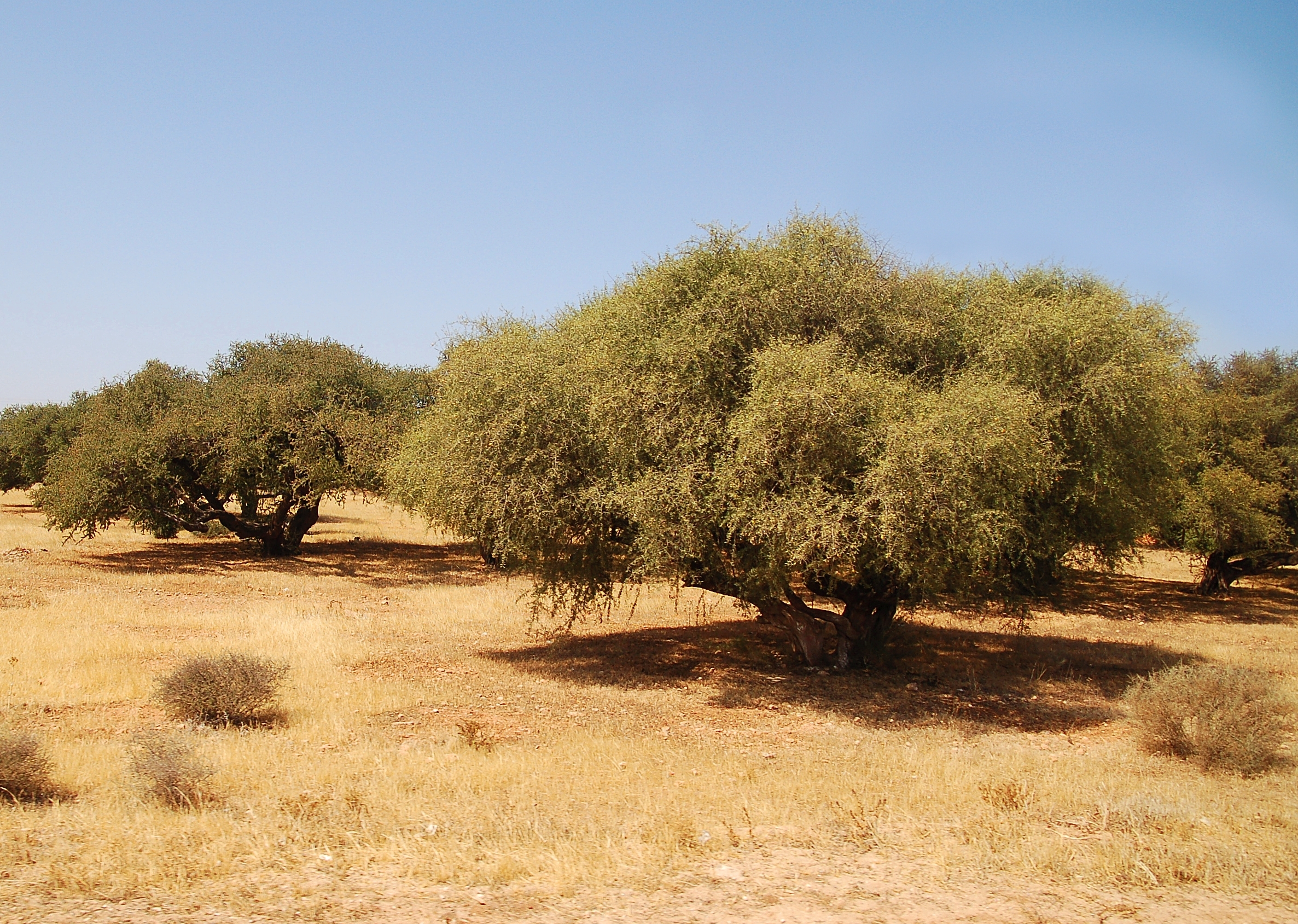
アルガンの木。モロッコの南西部が自生地の中心になっている。

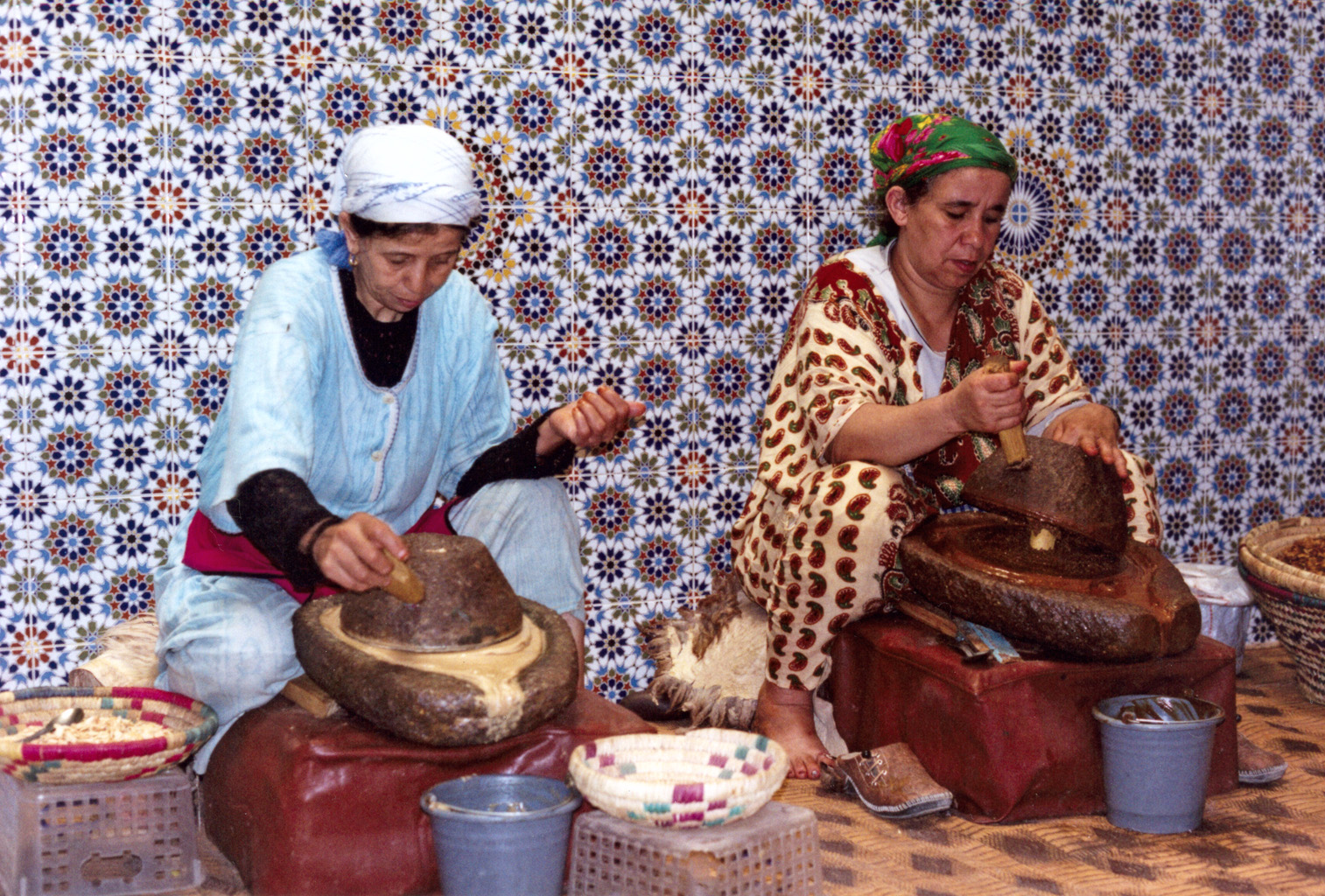
伝統的な搾油風景。

アルガン油（アルガンゆ、Argane oil）とは、アルガンノキの種子から得られる植物油である。アルガンオイルとも呼ばれ、古くからモロッコで利用されてきた。

## 生産
アルガン油は、広葉常緑樹のアカテツ科のアルガンノキ属に属する唯一の種であるアルガンノキ（Argania spinosa）から採取される。伝統的には、アルガンノキの付ける硬い種子を石で割り、ペースト状にすり潰してから搾油するという、非常に手間が掛かる工程を経て製造される。かつては家内制手工業で限定的に生産されてきたが、消費量が拡大するにつれ、アルガンの自生地であるモロッコ南西部のアガディールを拠点とした生産組合が増加している。

## 用途
アルガン油は、モロッコのベルベル人の間では、クスクスなどに用いる食用油、またスキンケアなどに用いる薬用、化粧用の油として利用されてきた。20世紀後半、ビタミンEの含有量や不飽和脂肪酸量が評価され、化粧品用の基油または油を直接利用されるようになった。
料理としては、アルガンオイル、アーモンド、蜂蜜などから作られるアムルーというピーナッツバターのようなペーストがパンと共に供される。
皮膚のバリア機能を回復して水分保持を行う。

## 有効性
閉経した女性の皮膚の弾力性を改善するというランダム化比較試験がある。アルガンやほかの成分を含むクリームの使用により、4週間後に脂性を低減して皮脂の分泌を減らしていた。